# Doland
La ville américaine de Doland est située dans le comté de Spink, dans l’État du Dakota du Sud. Elle comptait 180 habitants lors du recensement de 2010.
La localité est nommée en l'honneur de F. H. Doland, directeur du North Western Railroad, sur les terres duquel elle fut fondée en 1882.
La municipalité s'étend sur 0,59 milles carrés (1,53 km2).

## Démographie
| 1890 | 1900 | 1910 | 1920 | 1930 | 1940 |
| ---- | ---- | ---- | ---- | ---- | ---- |
| 216  | 235  | 581  | 667  | 538  | 542  |

| 1950 | 1960 | 1970 | 1980 | 1990 | 2000 |
| ---- | ---- | ---- | ---- | ---- | ---- |
| 535  | 481  | 430  | 381  | 306  | 297  |

| 2010 | - | - | - | - | - |
| ---- | - | - | - | - | - |
| 180  | - | - | - | - | - |